# حقل جبل كايلي البركاني
حقل جبل كايلي البركاني (بالإنجليزية: Mount Cayley volcanic field) (MCVF)، هي منطقة بركانية نائية على الساحل الجنوبي لكولومبيا البريطانية، كندا، تمتد 31 كم (19 ميل) من بيمبرتون آيسفيلد إلى نهر سكواميش. تشكل جزءًا من حزام غاريبالدي البركاني، أما الجزء الكندي من القوس البركاني كاسكيد، والذي يمتد من شمال كاليفورنيا إلى جنوب غرب كولومبيا البريطانية. تشكلت معظم براكين MCVF خلال فترات البراكين تحت طبقات من الجليد الجليدي طوال الفترة الجليدية الأخيرة. شكلت هذه الإنفجارات تحت الجليدية براكين شديدة الإنحدار ومسطحة القمم وقباب الحمم تحت الجليدية، والتي تم كشف معظمها بالكامل عن طريق الإنحلال. ومع ذلك، فإن بركانين على الأقل يسبقان الفترة الجليدية الأخيرة وكلاهما تعرضا للتآكل الشديد. حصل الحقل على اسمه من جبل كايلي، وهي قمة بركانية تقع في الطرف الجنوبي لحقل جبل باودر الجليدي. يغطي هذا الحقل الجليدي الكثير من الجزء المركزي من الحقل البركاني وهو أحد الحقول الجليدية العديدة في سلاسل المحيط الهادئ لجبال الساحل.
بدأت الإنفجارات على طول MCVF بين 1.6 و5.3 مليون سنة. حدث ما لا يقل عن 23 ثورانًا خلال تاريخه البركاني. تراوح هذا النشاط البركاني من الانبثاق إلى المتفجرات، مع تراكيب الصهارة التي تتكون من بازلت إلى ريوليت. نظرًا لأن MCVF مرتفع ويتكون من مجموعة من البراكين غير المتداخلة في الغالب على ارتفاع عالٍ، فمن المحتمل أن يكون النشاط تحت الجليدي قد حدث تحت أقل من 800 متر (2600 قدم) من الجليد الجليدي. شجع أسلوب هذا الجليد على هروب المياه الذائبة أثناء الإنفجارات البركانية. يدعم المظهر الحاد للحقل البركاني وأشكاله تحت الجليدية هذه الفرضية. نتيجة لذلك، فإن السمات البركانية في MCVF التي تفاعلت مع الجليد الجليدي تفتقر إلى الصخور التي تظهر أدلة على وفرة المياه أثناء الثوران، مثل هيالوكلاستيت وحمم الوسادة.
من الحقل البركاني بأكمله، يحتوي الجزء الجنوبي على أكثر البراكين شهرة. يوجد ما لا يقل عن 11 منهم على قمة سلسلة جبلية ضيقة طويلة وفي وديان الأنهار المجاورة. يحتوي الجزء المركزي على خمسة براكين على الأقل تقع في حقل مسحوق الجبل الجليدي. إلى الشمال، يشكل بركانان منطقة متفرقة من البراكين. تشكل العديد من هذه البراكين منذ ما بين 0.01 و 1.6 مليون سنة، وبعضها يظهر أدلة على نشاط بركاني في آخر 10000 سنة.

## جيولوجيا

### تشكيل
تشكلت MCVF نتيجة للإندساس المستمر لصفيحة خوان دي فوكا تحت صفيحة أمريكا الشمالية في منطقة اندساس كاسكاديا على طول ساحل كولومبيا البريطانية الشمالية. هذه المنطقة بها صدع طويل بطول 1,094 كم (680 ميل) وتمتد 80 كم (50 ميل) من شمال غرب المحيط الهادئ من شمال كاليفورنيا إلى جنوب غرب كولومبيا البريطانية. تتحرك الصفائح بمعدل نسبي يزيد عن 10 مم (0.39 بوصة) سنويًا بزاوية مائلة إلى منطقة الإندساس. بسبب منطقة الصدع الكبيرة جدًا، يمكن أن تنتج منطقة اندساس كاسكاديا زلازل كبيرة بقوة 7.0 أو أكبر. لا تزال الواجهة بين لوحات خوان دي فوكا وأمريكا الشمالية مغلقة لفترات تقارب 500 عام. خلال هذه الفترات، يتراكم الضغط على الواجهة بين الصفائح ويسبب ارتفاعًا في هامش أمريكا الشمالية. عندما تنزلق الصفيحة أخيرًا، يتم إطلاق 500 عام من الطاقة المخزنة في زلزال هائل.

على عكس معظم مناطق الاندساس في جميع أنحاء العالم، لا يوجد خندق محيطي عميق على طول الحافة القارية لكاسكاديا. والسبب هو أن مصب نهر كولومبيا يفرغ مباشرة في منطقة الاندساس ويترسب الطمي في قاع المحيط الهادئ، مما يؤدي إلى دفن هذا المنخفض الضخم. كما أدت الفيضانات الهائلة من بحيرة ميسولا الجليدية في عصور ما قبل التاريخ خلال العصر الجليدي المتأخر إلى ترسيب كميات كبيرة من الرواسب في الخندق. ومع ذلك، على غرار مناطق الاندساس الأخرى، يتم ضغط الهامش الخارجي ببطء، على غرار الزنبرك العملاق. عندما يتم إطلاق الطاقة المخزنة فجأة عن طريق الانزلاق عبر الصدع على فترات غير منتظمة، يمكن أن تخلق منطقة الإنغماس كاسكاديا زلازل كبيرة جدًا، مثل زلزال كاسكاديا 9.0 على مقياس ريختر في 26 يناير 1700. ومع ذلك، فإن الزلازل على طول منطقة اندساس كاسكاديا أقل شيوعًا مما كان متوقعًا وهناك أدلة على انخفاض النشاط البركاني على مدى ملايين السنين القليلة الماضية. يكمن التفسير المحتمل في معدل التقارب بين لوحات خوان دي فوكا وأمريكا الشمالية. تتقارب هاتان الصفحتان التكتونيتان حاليًا من 3 سم (1.2 بوصة) إلى 4 سم (1.6 بوصة) سنويًا. هذا هو فقط حوالي نصف معدل التقارب منذ سبعة ملايين سنة.

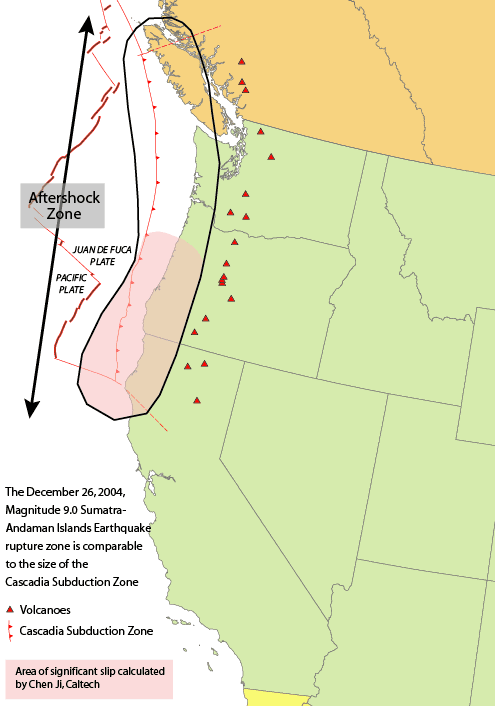
منطقة اندساس كاسكاديا، بما في ذلك القوس البركاني المتتالي (مثلثات حمراء). يظهر حزام غاريبالدي البركاني هنا على شكل ثلاثة مثلثات حمراء في أقصى الطرف الشمالي للقوس.

قدر العلماء أنه كان هناك ما لا يقل عن 13 زلزالًا كبيرًا على طول منطقة الانغماس كاسكاديا في آخر 6000 عام. تم تسجيل أحدث زلزال، 1700 كاسكاديا، في التقاليد الشفوية لأفراد الأمم الأولى (كندا) في جزيرة فانكوفر. لقد تسبب في هزات كبيرة وتسونامي هائل سافر عبر المحيط الهادئ. أدى الاهتزاز الكبير المرتبط بهذا الزلزال إلى تدمير منازل قبائل كويشان في جزيرة فانكوفر وتسبب في العديد من الإنهيارات الأرضية. جعلت الاهتزاز بسبب هذا الزلزال من الصعب جدًا على شعب كويشان الوقوف، وكانت الهزات طويلة جدًا لدرجة أنهم أصيبوا بالمرض. دمر تسونامي الناجم عن الزلزال قرية شتوية في خليج باتشينا، مما أسفر عن مقتل جميع الناس الذين يعيشون هناك. تسبب زلزال كاسكاديا عام 1700 في هبوط قريب من الشاطئ، وغمر المستنقعات والغابات على الساحل التي تم دفنها لاحقًا تحت الأنقاض الحديثة.

### البراكين تحت الجليدية
يقع في منتصف MCVF بركان تحت جليدي يسمى سلاج هيل. تتكون الصرح من وحدتين جيولوجيتين على الأقل. يتكون سلاج هيل نفسه من تدفقات حمم أنديزيت وكميات صغيرة من صخر الحمم البركانية. يقع على الجزء الغربي من سلاج هيل تدفق حمم بركانية من المحتمل أن تكون قد اندلعت قبل أقل من 10000 عام بسبب نقص الميزات التي تشير إلى تفاعلات البركان والجليد. يتكون tuya الذي يسيطر عليه تدفق سلاج هيل 900 متر (3000 قدم) شمال شرق سلاج هيل من كومة من الأنديسايت مسطحة القمة ومنحدرة. تبرز من خلال بقايا المواد البركانية التي اندلعت من سلاج هيل، لكنها تمثل فتحة بركانية منفصلة بسبب مظهرها الجغرافي. من المحتمل أن يكون هذا البركان الصغير تحت الجليدي قد تشكل منذ ما بين 25000 و 10000 عام خلال المراحل المتضائلة من العصر الجليدي الأخير.
يقع Cauldron Dome، وهو بركان تحت جليدي شمال جبل كايلي، إلى الغرب من حقل مسحوق الجبل الجليدي. مثل سلاج هيل، يتكون من وحدتين جيولوجيتين. قبة المرجل العلوي عبارة عن كومة بيضاوية الشكل مسطحة القمة من خمسة تدفقات من الحمم البركانية الأنديسايت على الأقل تشبه تويا. تدفقات الأنديسايت الخمسة متصلة عموديًا ومن المحتمل أن تنبثق من خلال الجليد الجليدي. ربما حدث آخر نشاط بركاني منذ ما بين 10000 و25000 سنة مضت عندما كانت هذه المنطقة لا تزال متأثرة بالجليد الجليدي في فريزر الجليدي. تتكون قبة المرجان السفلية، وهي أصغر وحدة تضم البركان تحت الجليدي قبة كولدرون بالكامل، من كومة مسطّحة منحدرة من تدفقات حمم أنديسايت يبلغ طولها 1800 متر (5900 قدم) وبسماكة قصوى تبلغ 220 مترًا (720 قدمًا). تم قذف هذه الصخور البركانية منذ حوالي 10000 عام خلال المراحل المتضائلة من فرازر الجليدي من فتحة مجاورة لقبة المرجل العليا المدفونة حاليًا تحت الجليد الجليدي.
يتكون رينغ ماونتن، وهو تويا يسيطر عليه التدفق ويقع في الجزء الشمالي من MCVF، من كومة من خمسة على الأقل تدفقات من الحمم البركانية الأنديسايت ملقاة على سلسلة من التلال الجبلية. تصل أجنحته شديدة الإنحدار إلى ارتفاع 500 م (1600 قدم) وتتكون من الأنقاض البركانية. هذا يجعل من المستحيل قياس الارتفاع الدقيق لقاعدته أو عدد تدفقات الحمم البركانية التي تشكل الصرح. مع ارتفاع قمة يبلغ 2,192 م (7,192 قدمًا)، كان رينغ ماونتن آخر نشاط بركاني له ما بين 25000 و10000 سنة مضت عندما كان Fraser Glaciation يقترب من الحد الأقصى. يقع شمال غرب رينغ ماونتين على تدفق طفيف للحمم البركانية في الأنديسايت. تختلف كيميائها إلى حد ما عن تدفقات الأنديسايت الأخرى التي تشتمل على رينغ ماونتن، ولكن من المحتمل أنها اندلعت من فتحة بركانية مجاورة لجبل رينغ أو عنده. يحتوي الجزء الأعلى منه في الارتفاع على بعض الميزات التي تشير إلى تفاعلات الحمم الجليدية، بينما لا يشير الجزء المنخفض الارتفاع منها. لذلك، من المحتمل أن يكون هذا التدفق الصغير للحمم البركانية مقذوفًا بعد تشكل رينغ ماونتن ولكن عندما غطى الجليد الجليدي مساحة أوسع مما هو عليه حتى يومنا هذا، وتدفقت الحمم البركانية خارج المنطقة التي كان فيها الجليد الجليدي موجودًا في ذلك الوقت.

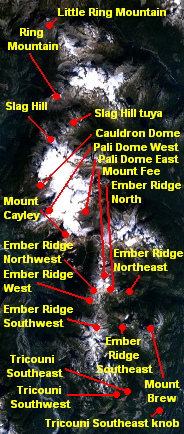
السمات البركانية لـ MCVF والتلال الجبلية المغطاة بالجليد التي تقع عليها. هذه الصورة حوالي ٣٥ كم (٢٢ ميل) من الشمال إلى الجنوب.

إلى الشمال يقع «ليتل رينج ماونتن»، تويا آخر يسيطر عليه التدفق ويقع في الجزء الشمالي من MCVF. وهو يتألف من كومة من ثلاثة على الأقل تدفقات من الحمم البركانية الأنديسايت ملقاة على سلسلة من التلال الجبلية. تصل أجنحته شديدة الانحدار إلى ارتفاع 240 م (790 قدمًا) وتتكون من الأنقاض البركانية. هذا يجعل من المستحيل قياس الارتفاع الدقيق لقاعدته أو عدد تدفقات الحمم البركانية التي تشكل الصرح. مع ارتفاع قمة يبلغ 2,147 مترًا (7044 قدمًا)، كان ليتل رينج ماونتن آخر نشاط بركاني له ما بين 25000 و 10000 عام عندما كان جليد فريزر قريبًا من الحد الأقصى.
يتكون "Ember Ridge"، وهو سلسلة من التلال الجبلية بين "Tricouni Peak" و "Mount Fee"، من ثمانية قباب على الأقل من الحمم البركانية تتكون من أنديسايت. من المحتمل أنها تشكلت منذ ما بين 25000 و10000 عام عندما اندلعت الحمم البركانية تحت الجليد الجليدي من فريزر الجليدي. هياكلها الحالية قابلة للمقارنة بأشكالها الأصلية بسبب الحد الأدنى من التآكل. نتيجة لذلك، تعرض القباب الأشكال والمفاصل العمودية النموذجية للبراكين تحت الجليدية. الأشكال العشوائية لقباب إمبر ريدج هي نتيجة للحمم البركانية المتفجرة التي تستفيد من الجيوب الجليدية السابقة، والانفجارات التي تحدث على الأسطح غير المستوية، وهبوط القباب أثناء النشاط البركاني لتكوين الأنقاض وفصل الوحدات العمودية القديمة أثناء الانفجارات الحديثة. تغطي القبة الشمالية، المعروفة باسم "Ember Ridge North"، القمة والجانب الشرقي من سلسلة التلال الجبلية. وهو يتألف من تدفق حمم بركاني واحد على الأقل يصل سمكه إلى 100 متر (330 قدمًا)، بالإضافة إلى أنحف وحدات عمودية في MCVF. يشير الحجم الصغير للمفاصل العمودية إلى أن الحمم البركانية المنفجرة قد تم تبريدها على الفور وتقع بشكل أساسي على قمة القبة. إمبر ريدج الشمالية الشرقية، أصغر قبة تحت جليدية إمبر ريدج، تتكون من تدفق حمم بركانية لا يزيد سمكها عن 40 مترًا (130 قدمًا). إمبر ريدج نورث ويست، القبة تحت الجليدية الأكثر دائرية تقريبًا، تتكون من تدفق حمم بركاني واحد على الأقل. "Ember Ridge Southeast" هي أكثر قباب إمبر ريدج تعقيدًا، وتتألف من سلسلة من تدفقات الحمم البركانية بسمك 60 مترًا (200 قدم). وهي أيضًا قبة إمبر ريدج الوحيدة التي تحتوي على كميات كبيرة من الركام. يتكون "Ember Ridge Southwest" من تدفق حمم بركاني واحد على الأقل يصل سمكه إلى 80 مترًا (260 قدمًا). إنها القبة الوحيدة تحت الجليدية لإمبر ريدج التي تحتوي على هيالوكلاستيت. يتألف "Ember Ridge West" من تدفق حمم بركاني واحد فقط يصل سمكه إلى 60 مترًا (200 قدم).
جبل برو، 18 كم (11 ميل) جنوب غرب مدينة ويسلر، هو قبة حمم بارتفاع 1,757 متر (5,764 قدم) تتكون من أنديسايت أو داسيت والتي ربما تكونت تحت الجليدية بين 25000 و10000 سنة قبل. يحتوي على اثنين من تدفقات الحمم الجليدية الهامشية التي لم تتم دراستها بالتفصيل. ربما تكون قد تشكلت خلال نفس الفترة الزمنية مثل قبب إمبر ريدج تحت الجليدية بسبب هياكلها المتشابهة والمفاصل العمودية والتركيبات.

### البراكين المتآكلة
تعد كتلة جبل كايلي أكبر مركز ثوراني وأكثرها ثباتًا في MCVF. وهو عبارة عن بركان طبقي شديد التآكل يتكون من حمم داسيت وريوداسيت ترسبت خلال ثلاث مراحل من النشاط البركاني. بدأت المرحلة البركانية الأولى منذ ما يقرب من أربعة ملايين سنة مع اندلاع تدفقات الحمم البركانية الداسيت والصخور الحمم البركانية، مما أدى إلى إنشاء جبل كايلي. شيد النشاط البركاني اللاحق خلال هذه المرحلة البركانية قبة حمم بركانية كبيرة. يعمل هذا كسدادة بركانية ويؤلف أشواك الحمم البركانية التي تشكل قمم على قمة كايلي الوعرة. شيد النشاط البركاني اللاحق خلال هذه المرحلة البركانية قبة حمم بركانية كبيرة. يعمل هذا كسدادة بركانية ويؤلف أشواك الحمم البركانية التي تشكل قمم على قمة كايلي الوعرة. بعد إنشاء جبل كايلي، بدأت المرحلة الثانية من النشاط البركاني منذ 2.7 ± 0.7 مليون سنة. تميزت هذه المرحلة البركانية بإنفجار الحمم البركانية dacite وتفرا وbreccia، مما أدى إلى تكوين سلسلة من التلال البركانية الصخرية المعروفة باسم إبهام فولكان. بعد أن دمر التآكل المطول الكثير من بركان ستراتوفولكانو الأصلي، أنتجت المرحلة البركانية الثالثة والأخيرة منذ 0.3 إلى 0.2 مليون سنة سلسلة سميكة من تدفقات الحمم البركانية الداسيت. تم إصدار هذه التدفقات من المنافذ الطفيلية ثم انتقلت عبر وديان Turbid Creek وShovelnose Creek بالقرب من نهر Squamish، مما أدى إلى تكوين قبتين من الحمم البركانية الطفيلية. لا تظهر أي من الصخور المكونة لكتلة جبل كايلي علامات التفاعل مع الجليد الجليدي، الذي يتقلص مع العديد من البراكين الأصغر المجاورة.

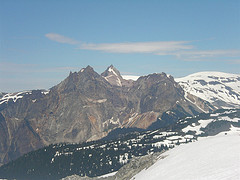
الجناح الجنوبي الغربي من جبل كيلي الصخري. كان وجهها شبه العمودي مصدرًا للعديد من الإنهيارات الأرضية في الماضي.

يقع جبل في على الفور جنوب شرق جبل كيلي، وهو بركان شديد التآكل. وهي تحتوي على سلسلة من التلال تتجه بين الشمال والجنوب وهي إحدى ميزات MCVF الأقدم. لا تزال صخورها البركانية غير مؤرخة، لكن درجة تشريحها الكبيرة، إلى جانب أدلة على أن الجليد الجليدي قد طغى على البركان، يشير إلى أنها تشكلت منذ أكثر من 75000 عام قبل جليدي ويسكونسن. نتيجة لذلك، لا يحتوي جبل في على دليل على التفاعل مع الجليد الجليدي. تم تحديد ثلاث مراحل من النشاط البركاني في جبل في. ترسبت المرحلة البركانية الأولى صخور الحمم البركانية، والتي تآكلت منذ ذلك الحين إلى حد كبير. هذه الصخور هي دليل على البراكين المتفجرة طوال تاريخ في البركاني. أنتجت المرحلة البركانية الثانية سلسلة من الحمم والبريشيا على الجانب الشرقي من التلال الرئيسية. من المحتمل أن تكون هذه الصخور البركانية قد ترسبت أثناء بناء بركان كبير. بعد تشريح واسع النطاق، أنتجت البراكين المتجددة للمرحلة البركانية الثالثة والأخيرة سلسلة من تدفقات الحمم البركانية اللزجة. تشكل هذه الطرف الشمالي من التلال الرئيسية وحدها الشمالي الضيق المسطح المنحدر. أعقب هذه المرحلة البركانية أيضًا فترة من التعرية الواسعة ومن المحتمل أن تكون فترة أو أكثر من الفترات الجليدية، مما أدى إلى تكوين سلسلة من التلال الوعرة بين الشمال والجنوب والتي تشكل معلمًا بارزًا.
قبة بالي، الواقعة شمال وشمال شرق جبل كيلي، هي بركان متآكل في وسط MCVF. مثل Cauldron Dome، تتكون من وحدتين جيولوجيتين. يتكون Pail Dome East على الطرف الشرقي من حقل مسحوق الجبل الجليدي من تدفقات حمم أنديسايت وكميات صغيرة من مادة الحمم البركانية. تشكل معظم تدفقات الحمم البركانية تضاريس لطيفة على ارتفاعات عالية ولكنها تنتهي في منحدرات عمودية متصلة بدقة على ارتفاعات منخفضة. ربما بدأ النشاط البركاني منذ 25000 عام على الأقل، لكن كان من الممكن أن يبدأ قبل ذلك بكثير.

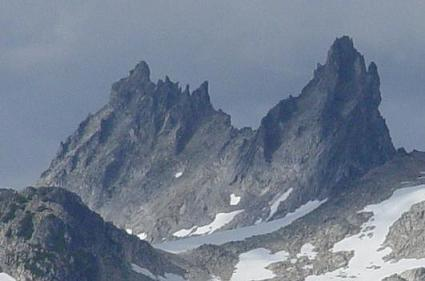
جبل في يرتفع فوق التضاريس الجبلية المجاورة. هذا المنظر للجبل من الجنوب.

أحدثت الإنفجارات الأخيرة سلسلة من تدفقات الحمم البركانية عندما لم تكن منطقة الفتحات مغطاة بالجليد الجليدي. ومع ذلك، تظهر التدفقات دليلاً على التفاعل مع الجليد الجليدي في وحداتها السفلية، مما يشير إلى أنها اندلعت منذ حوالي 10000 عام خلال المراحل المتضائلة من جليد فريزر. تدفقات الحمم الجليدية الهامشية في Pail Dome East تشكل منحدرات تصل إلى ارتفاعات تصل إلى 100 متر (330 قدمًا). يتكون Pali Dome West من ثلاثة تدفقات من الحمم البركانية الأنديسايت على الأقل وكميات صغيرة من مادة الحمم البركانية؛ يتم دفن فتحاته حاليًا تحت الجليد الجليدي. عمر أقدم تدفق للحمم البركانية غير معروف ولكن قد لا يقل عمره عن 10000 عام. اندلع تدفق الحمم البركانية الثاني عندما لم يتم دفن منطقة التنفيس تحت الجليد الجليدي. ومع ذلك، يُظهر التدفق دليلاً على التفاعل مع الجليد الجليدي على ارتفاعات منخفضة، مما يعني أنه قد اندلع خلال المراحل المتضائلة من جليد فريزر. اندلع التدفق الثالث والأخير للحمم البركانية إلى حد كبير فوق الجليد الجليدي ولكن ربما كان مقيدًا على هامشه الشمالي بنهر جليدي صغير. على عكس تدفق الحمم البركانية الثاني، لم يتم حجزه بواسطة الجليد الجليدي على ارتفاعات منخفضة. يشير هذا إلى أنه نتج عن ثوران بركاني بعد جليد فريزر، والذي انتهى قبل حوالي 10000 عام.

### تدفق الحمم البركانية

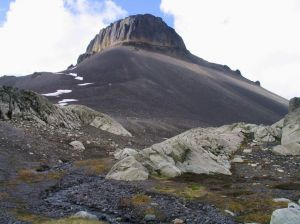
"Little Ring Mountain"، البركان الواقع في أقصى الشمال في MCVF. مثل "Ring Mountain" في الجنوب، يحصل البركان على هيكله المسطح المنحني من عندما اقتحمت الصهارة وذابت أنبوبًا رأسيًا في طبقة كورديليران الجليدية المعلقة خلال الفترة الجليدية الأخيرة.

يتم ترسيب تسلسلين على الأقل من تدفقات الحمم البازلتية جنوب قمة تريكوني. أحد هذه التسلسلات، المعروف باسم جنوب غرب تريكوني، يخلق جرفًا على الجانب الشرقي من قناة اتجاه الشمال والجنوب بعمق 200 متر (660 قدمًا) بجوار فم هاي فولز كريك. يتميز الجانب الشرقي لتدفق الحمم البركانية خارج قناة هاي فولز كريك بهيكل أكثر ثباتًا. تشير العديد من المفاصل العمودية الدقيقة والهيكل العام لتدفق الحمم البركانية إلى أن الجزء الغربي، على طول القناة، يتجمع ضد الجليد الجليدي. بالقرب من وحدتها الجنوبية، تسربت الحمم البركانية إلى شقوق في الجليد الجليدي. تم التعرف على ذلك من خلال وجود تكوينات تبريد تشبه البرج، على الرغم من أن العديد من هذه الصروح قد تم تدميرها بواسطة عمليات التآكل. تشمل الميزات الأخرى التي تشير إلى الحمم البركانية ضد الجليد الجليدي هيكلها السميك بشكل غير عادي ومنحدراتها الشديدة الإنحدار. لذلك، اندلع تدفق الحمم البركانية في جنوب غرب تريكوني منذ حوالي 10000 عام عندما كان جليد فريزر الإقليمي يتراجع. تفسير الجزء الغربي الذي يعرض ميزات التلامس الجليدي في حين أن الجزء الشرقي غير مرجح لأن جانبه الغربي يقع في قناة اتجاه الشمال والجنوب، والتي كان من الممكن أن تحافظ على كميات أقل من الحرارة الشمسية من جانبها الشرقي غير المحمي. نتيجة لذلك، يسجل الجزء الغربي من تدفق الحمم البركانية حدوث التجلد خلال فترة كانت فيها المنحدرات الشرقية خالية من الجليد الجليدي.
يتكون جنوب شرق تريكوني، وهو تسلسل بركاني آخر جنوب قمة تريكوني، من أربعة على الأقل من تدفقات الحمم البركانية الأنديسايت أو الداسيت التي تنبثق على شكل العديد من المنحدرات الصغيرة والخدود على الأجنحة المزروعة على نطاق واسع. يصل سمكها إلى 100 متر (330 قدمًا) وتحتوي على كميات صغيرة من الهيالوكلاستيت. لم يتم اكتشاف مغذي أصولهم ولكن من المحتمل أنه يقع في قمة التل. تشكل هذه الحمم جليدية هامشية، مما يشير إلى أن كل تدفق للحمم البركانية قد اندلع منذ حوالي 10000 عام عندما كانت صفيحة كورديليران الجليدية الشاسعة تتراجع وكانت بقايا الجليد الجليدي متناثرة.
تتعرض على طول نهر تشيكاموس وروافده لبازلت وادي تشيكاموس. على الرغم من عدم تعيينه بالضرورة كجزء من MCVF، فإن هذا التسلسل لتدفقات الحمم البازلتية متشابه جيولوجيًا وقابل للمقارنة في العمر بالخصائص البركانية التي تشكل جزءًا من هذا المجال البركاني. يشتمل ما لا يقل عن أربعة تدفقات بازلتية على التسلسل وترسبت خلال فترات النشاط البركاني من فتحة غير معروفة بين 0.01 و 1.6 مليون سنة مضت. حمم الوسادة وفيرة على طول قواعد التدفقات، وبعضها تحته هيالوكلاستيت بريشيا. في عام 1958، اقترح عالم البراكين الكندي بيل ماثيوز أن تدفقات الحمم البركانية قد اندلعت خلال فترات النشاط تحت الجليدي وانتقلت عبر الخنادق أو الأنفاق الذائبة في الجليد الجليدي في فريزر الجليدي. استند ماثيوز في هذا إلى عمر الحمم الأساسية، ووجود حمم بركانية قريبة من قاع بعض الحمم، مما يشير إلى البراكين تحت المائية، والترابط العمودي عند حواف الحمم، مما يشير إلى التبريد السريع، وغياب الجغرافيا القديمة الظاهرة.

### بتروغرافيا
يتكون إمبر ريدج أنديسايت من 55٪ زجاج بركاني أخضر بني مع مصفوفة تراكيت من بلاجيوكلاز. يحتوي حوالي 35٪ من هذا الأنديسايت على بلورات من الهورنبلند، والأوغيط، والبلاجيوكلاز، والأورثوبيروكسين، والتي توجد على شكل بلورات وجلطات معزولة. تشتمل إحدى السمات الواقعة جنوب إمبر ريدج، والمعروفة بشكل غير رسمي باسم Betty's Bump، على أنديسايت مع بلورات الفينوكلاز والأوجيت والزبرجد الزيتوني.

يتكون الزجاج البركاني ذو اللون البني الداكن من أنديسايت "Betty's Bump" بنسبة تصل إلى 20 ٪. العلاقة بين "Betty's Bump" و"Ember Ridge" غير واضحة لكنها تمثل على الأرجح ميزة بركانية منفصلة بسبب عزلتها الطبوغرافية.

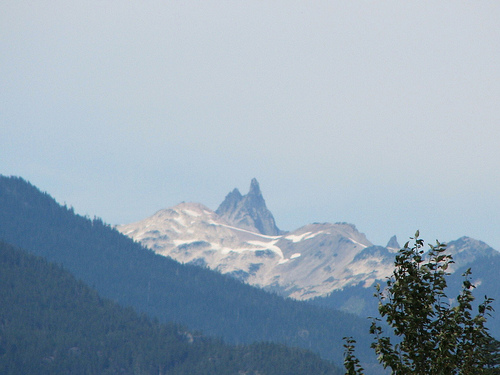
جبل في يرتفع فوق القبة الجليدية الخفيفة إمبر ريدج نورث.

يحتوي جبل ليتل رينغ في الطرف الشمالي من MCVF على ما يصل إلى 70 ٪ من الزجاج البركاني البني مع بلورات الفينوكريست المعزولة من بلاجيوجلاز. تصل نسبة القوام الحويصلي إلى 5٪، مما يشير إلى أن الحمم اندلعت تحت الهوائي. تم التعرف على الكوارتز وبلورات في البركان، مع وجود جزء واحد على الأقل من الزينوليث في الأنقاض السائبة.
اشتمل جزء الزينوليث على العديد من البلورات الزينوكريستية من الكوارتز والبلاستيك متعدد البلورات. يحتوي ماونت في داسيت على ما يصل إلى 70٪ من الزجاج البركاني البني وما يصل إلى 15٪ من القوام الحويصلي. يحتوي ما يصل إلى 25٪ من الداسيت على بلورات بلاجيوجلاز وهورنبلند وأورثوبروكسين وأورثوكلاز، جنبًا إلى جنب مع الكوارتز النادر والبوتاسيوم المحتمل الفلسبار.
جزء من الجانب الجنوبي الغربي من جبل في لا يعرض زجاجًا بركانيًا، بل يعرض مصفوفة كريبتوكريستالين غير طبيعية. يشير هذا إلى أنه ربما يكون قد تطور كجزء من اختراق تحت بركاني. يتكون رينغ ماونتن أنديسايت من 70٪ من الزجاج البركاني البني وما يصل إلى 15٪ من القوام الحويصلي. أنه يحتوي على مصفوفة القصبة الهوائية من بلاجيوجلاز.
تشكل البلورات المجهرية للأوجيت والبيوتايت والبلاجيوجلاز والهورنبلند 1 إلى 7 ٪ من الأنديسايت. البلورات الدقيقة الكوارتز شائعة، من المحتمل أيضًا أن تحدث بلورات الفلسبار الدقيقة البوتاسيوم.
يتكون سلاغ هيل أنديسايت من ما يصل إلى 70 ٪ من الزجاج البركاني البني الداكن، مع مصفوفة بلاجيوجلاز تعرض درجات متنوعة من نسيج القصبة الهوائية. أقل من 5٪ من أنديسايت لها قوام حويصلي. تشكل بلورات البلاجيوجلاز والهورنبلند والأوجيت من 1 إلى 10٪ من الأنديسايت. تعد بلورات الفلسبار البوتاسيوم نادرة جدًا ومن المحتمل أن تمثل بلورات "xenocrysts".

### النشاط الحراري الأرضي والزلزالي
حدثت أربعة أحداث زلزالية على الأقل في جبل كايلي منذ عام 1985 وهو البركان الوحيد الذي سجل نشاطًا زلزاليًا في الحقل. يشير هذا إلى أن البركان لا يزال يحتوي على نظام صهارة نشط، مما يشير إلى إمكانية النشاط البركاني في المستقبل. على الرغم من أن البيانات المتاحة لا تسمح باستنتاج واضح، تشير هذه الملاحظة إلى أن بعض البراكين في MCVF قد تكون نشطة، مع وجود مخاطر محتملة كبيرة. يرتبط هذا النشاط الزلزالي ببعض البراكين الأكثر شبابًا في كندا والبراكين طويلة العمر التي لها تاريخ من النشاط المتفجر، مثل جبل كايلي. دعم التصوير الزلزالي الأخير لموظفي الموارد الطبيعية الكندية دراسات المسبار الصخري في منطقة جبل كايلي التي خلقت عاكسًا كبيرًا تم تفسيره على أنه تجمع من الصخور المنصهرة على بعد حوالي 15 كم (9.3 ميل) تحت السطح. يقدر طولها بـ 3 كيلومترات (1.9 ميل) وعرضها كيلومتر واحد (0.62 ميل) وبسمك أقل من 1.6 كيلومتر (0.99 ميل). من المفهوم أن العاكس عبارة عن عتبة مركبة (جيب بركاني) مرتبطة بتكوين جبل كايلي. ومع ذلك، فإن البيانات المتاحة لا تستبعد احتمال كونها جسمًا من الصخور المنصهرة الناتجة عن تجفيف صفيحة خوان دي فوكا المنحدرة. تقع أسفل الغلاف الصخري الضعيف تمامًا مثل تلك الموجودة تحت براكين منطقة الاندساس في اليابان.

## التاريخ البشري

### الإحتلال

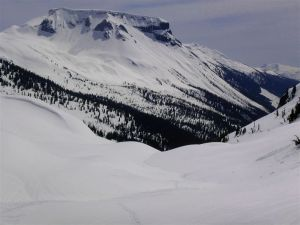
الجناح الشمالي لجبل رينج، تويا في الطرف الشمالي من MCVF. يعود أصل هيكلها ذي الجوانب شديدة الانحدار المسطح إلى عندما اقتحمت الصهارة وذابت أنبوبًا رأسيًا في صفيحة كورديليران الجليدية العلوية خلال الفترة الجليدية الأخيرة.

تم توضيح العديد من السمات البركانية في MCVF من قبل عالم البراكين جاك سوث في عام 1980، بما في ذلك جبل كيلي، كولدرون دوم، سلاغ هيل، جبل في، جبل إمبر ريدج ورينغ، والتي كانت تسمى قبة البوتقة في ذلك الوقت. أدى ذلك إلى إنشاء خريطة جيولوجية توضح التضاريس الإقليمية ومواقع البراكين. حدثت الدراسة الأكثر تفصيلاً لجبل كايلي خلال هذه الفترة. لم تتم دراسة "Little Ring Mountain" في أقصى الطرف الشمالي من MCVF في ذلك الوقت ولم يتم تضمينها في خريطة الجنوب لعام 1980. تم رسم إمبر ريدج في الطرف الجنوبي من MCVF في الأصل كمجموعة من خمسة قباب من الحمم البركانية. تم اكتشاف قبة الحمم السادسة، شمال شرق إمبر ريدج، بواسطة Ph.D. الطالبة ميلاني كيلمان خلال فترة بحثها عام 2001.
جعلت الينابيع الساخنة المجاورة لجبل كايلي MCVF هدفًا لإستكشاف الطاقة الحرارية الأرضية. تم تحديد ما لا يقل عن 16 موقعًا للطاقة الحرارية الأرضية في كولومبيا البريطانية، ويعد جبل كايلي واحدًا من المناطق الست الأكثر قدرة على التطوير التجاري. تشمل الأنواع الأخرى ميغر كريك وبيبل كريك بالقرب من بيمبرتون، وينابيع لاكيلس الساخنة بالقرب من التيراس، وجبل إديزا على مرتفعات تاهلتان ومنطقة خلل ليلويت بين بحيرة هاريسون ومجتمع ليلويت. تم قياس درجات الحرارة من 50 درجة مئوية (122 درجة فهرنهايت) إلى أكثر من 100 درجة مئوية (212 درجة فهرنهايت) في الآبار الضحلة على الجانب الجنوبي الغربي من جبل كايلي. ومع ذلك، فإن تضاريسها الوعرة تجعل من الصعب تطوير محطة طاقة مقترحة بطاقة 100 ميغاواط في المنطقة.

### الإنطباعات المبكرة
لقد كان MCVF موضوع الأساطير والأساطير من قبل الأمم الأولى. إلى الأمة سكواميش، يُطلق على جبل كيلي اسم (tak'takmu'yin tl'a in7in'axa7en). في لغتهم تعني «مكان هبوط الطائر الرعد». Thunderbird هو مخلوق أسطوري في تاريخ وثقافة الشعوب الأصلية في أمريكا الشمالية. عندما يرفرف الطائر بجناحيه، يتشكل الرعد، وينشأ البرق من عينيه. قيل أن الصخور التي تشكل جبل كيلي قد احترقت باللون الأسود بسبب البرق في ثندربيرد. يعتبر هذا الجبل مثله مثل الجبال الأخرى في المنطقة، مقدسًا لأنه يلعب جزءًا مهمًا من تاريخهم. الأنياب السوداء، قمة من الصخور البركانية السوداء على الشاطئ الشمالي لبحيرة غاريبالدي إلى الجنوب الشرقي، تحمل نفس الاسم. يحدث الاستخدام الإحتفالي الثقافي والصيد، وجمع النباتات حول منطقة جبل غاريبالدي، ولكن أهم مورد كان مادة حجرية تسمى حجر السبج حجر السج هو زجاج بركاني أسود يستخدم في صنع السكاكين والأزاميل والأدوات الحادة الأخرى في أوقات ما قبل الاتصال. كما تم جمع ريوداسيت زجاجي من عدد من النتوءات الصغيرة على جوانب جبل في وجبل كالاهان وجبل كيلي. تظهر هذه المادة في مواقع صيد الماعز وفي مأوى Elaho الصخري، والتي يرجع تاريخها مجتمعةً إلى حوالي 8000 إلى 100 عام.

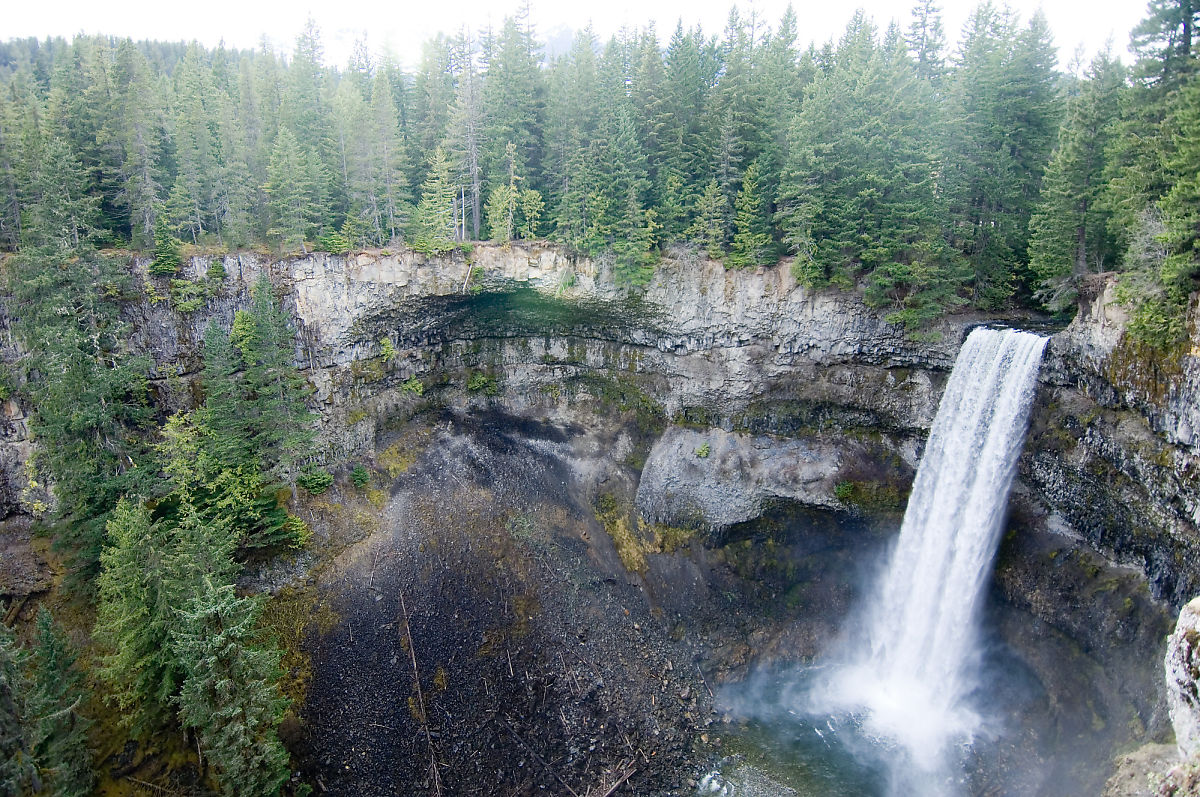
شلالات برانديواين وما لا يقل عن ثلاثة تدفقات من الحمم البركانية مكشوفة في المنحدرات الوعرة.

تم تسمية عدد من القمم البركانية في MCVF من قبل متسلقي الجبال الذين استكشفوا المنطقة في أوائل القرن العشرين. تم تسمية جبل في في سبتمبر 1928 من قبل متسلق الجبال البريطاني توم فلايز على اسم تشارلز في (1865-1927)، الذي كان عضوًا في نادي "British Columbia Mountaineering Club" في فانكوفر في ذلك الوقت. إلى الشمال الغربي، تم تسمية جبل كيلي في سبتمبر 1928 من قبل توم فيليس بعد بيفرلي كوشرين كيلي خلال رحلة تسلق مع نادي جبال الألب الكندي. كان كيلي صديقًا لأولئك الذين شاركوا في رحلة التسلق وتوفي في فانكوفر في 8 يونيو 1928 عن عمر يناهز 29 عامًا. التقط فايلز صورًا لجبل كيلي خلال رحلة استكشافية عام 1928 ونشرت في عام 1931 في مجلة جبال الألب الكندية المجلد XX.

### الحماية والمراقبة
تتم حماية ميزة واحدة على الأقل في MCVF كمتنزه إقليمي. تم إنشاء منتزه "Brandywine Falls Provincial Park" في الطرف الجنوبي الشرقي من الحقل لحماية شلالات "Brandywine"، وهي شلال يبلغ ارتفاعه 70 مترًا (230 قدمًا) في Brandywine" Creek". وهي تتألف من أربعة تدفقات من الحمم البركانية على الأقل لبازلت وادي تشيكاموس. إنها مكشوفة في المنحدرات البوصلة للشلالات مع تسلسل ضيق من الحصى الموجود فوق أقدم وحدة للحمم البركانية. يتم تفسير تدفقات الحمم البركانية هذه على أنها تعرضت للتآكل خلال فترة الفيضانات الكارثية وأن الوادي الذي تقع فيه هذه الحمم أكبر بكثير من النهر بداخله. كان الفيضان الهائل الذي شكل الوادي موضوع دراسات جيولوجية من قبل كاثرين هيكسون وأندريه بليس ستيفنز. تم اقتراح أنه يمكن أن تكون هناك فيضانات كبيرة خلال المراحل المتضائلة من الفترة الجليدية الأخيرة حيث تم حظر الصرف في وادي أبعد شمالًا ببقايا الجليد الجليدي. تفسير آخر محتمل هو أن الانفجارات تحت الجليدية خلقت كميات كبيرة من المياه الذائبة الجليدية التي جابت سطح تدفقات الحمم البركانية المكشوفة.
مثل المناطق البركانية الأخرى في حزام غاريبالدي، لا يتم مراقبة MCVF عن كثب من قبل هيئة المسح الجيولوجي لكندا للتأكد من مستوى نشاطها. تم إنشاء الشبكة الوطنية الكندية لرصد الزلازل لمراقبة الزلازل في جميع أنحاء كندا، ولكنها بعيدة جدًا لتوفير مؤشر دقيق للنشاط تحت MCVF. قد تشعر شبكة جهاز قياس الزلازل بزيادة النشاط الزلزالي إذا أصبح MCVF مضطربًا للغاية، ولكن هذا قد يوفر فقط تحذيرًا لثوران كبير؛ قد يكتشف النظام نشاطًا فقط بمجرد بدء انفجار MCVF. إذا تم استئناف الإنفجارات، توجد آليات لتنسيق جهود الإغاثة. تم إنشاء خطة الإخطار بالأحداث البركانية المشتركة بين الوكالات لتوضيح إجراءات الإخطار لبعض الوكالات الرئيسية التي قد تستجيب لبركان متفجر في كندا، أو ثوران بالقرب من الحدود الكندية الأمريكية أو أي ثوران من شأنه أن تؤثر على كندا.

## الأخطار البركانية
تعد MCVF واحدة من أكبر المناطق البركانية في حزام غاريبالدي. تشمل المناطق الأصغر حقل بحيرة Garibaldi البركاني المحيط ببحيرة Garibaldi وBridge River Cones على الجانب الشمالي من نهر الجسر العلوي. هذه المناطق متاخمة للزاوية الجنوبية الغربية المأهولة بالسكان لكندا حيث يوجد أكبر عدد من سكان كولومبيا البريطانية.
سيكون للانفجار البركاني الكبير من أي براكين في MCVF تأثيرات كبيرة على الطريق السريع Sea-to-Sky والبلديات مثل سكواميش وWhistler و Pemberton وربما فانكوفر. بسبب هذه المخاوف، تخطط هيئة المسح الجيولوجي لكندا لإنشاء خرائط للمخاطر وخطط طوارئ لجبل كايلي، وكذلك لجبال جبل مييجر شمال MCVF، والتي شهدت انفجارًا بركانيًا كبيرًا منذ 2350 عامًا على غرار ثوران 1980. جبل سانت هيلين.